# 97e cérémonie des Oscars
La 97e cérémonie des Oscars, présentée par l'Academy of Motion Picture Arts and Sciences (AMPAS), récompense les meilleurs films de l'année 2024 et se déroule au théâtre Dolby à Hollywood de Los Angeles en Californie le 2 mars 2025.
L'humoriste et animateur Conan O'Brien présente le spectacle pour la première fois.
Les nominations doivent initialement être annoncées le 17 janvier 2025, mais en raison des incendies de forêt du sud de la Californie, l'annonce est d'abord reportée au 19 janvier, puis au 23 janvier. Le 15 janvier 2025, l'auteur Stephen King, membre de l'académie, annonce sur les réseaux sociaux ne pas participer au vote, et demande l'annulation totale de la cérémonie, en raison des incendies.
Bowen Yang et Rachel Sennott annoncent les nominations le 23 janvier 2025.
Avec 13 nominations, Emilia Pérez est un des films les plus nommés de l'histoire des Oscars et le plus nommé de tous les temps pour une production non anglophone. Karla Sofía Gascón est la première comédienne trans nommée à l'Oscar de la meilleure actrice.

## Présentateurs et intervenants

### Présentateur
- Conan O'Brien, maître de cérémonie

### Intervenants
- Robert Downey Jr. remet l'Oscar du meilleur acteur dans un second rôle
- Andrew Garfield et Goldie Hawn remettent les Oscars du meilleur court métrage d'animation et du meilleur film d'animation
- Lily-Rose Depp, Elle Fanning, John Lithgow, Connie Nielsen et Bowen Yang remettent l'Oscar de la meilleure création de costumes
- Amy Poehler remet les Oscars du meilleur scénario original et meilleur scénario adapté
- Scarlett Johansson et June Squibb remettent l'Oscar des meilleurs maquillages et coiffures
- Halle Berry présente les récompensés de la dernière édition des Governors Awards et l'hommage James Bond
- Daryl Hannah remet l'Oscar du meilleur montage
- Da'Vine Joy Randolph remet l'Oscar de la meilleure actrice dans un second rôle
- Ben Stiller remet l'Oscar des meilleurs décors
- Mick Jagger remet l'Oscar de la meilleure chanson originale
- Selena Gomez et Samuel L. Jackson remettent les Oscars du meilleur court métrage documentaire et du meilleur film documentaire
- Miley Cyrus et Miles Teller remettent l'Oscar du meilleur son
- Gal Gadot et Rachel Zegler remettent l'Oscar des meilleurs effets visuels
- Ana de Armas et Sterling K. Brown remettent l'Oscar du meilleur court métrage en prises de vues réelles
- Morgan Freeman rend hommage à Gene Hackman et présente la séquence In Memoriam
- Joe Alwyn, Dave Bautista, Willem Dafoe, Alba Rohrwacher et Zoe Saldaña remettent l'Oscar de la meilleure photographie
- Penélope Cruz remet l'Oscar du meilleur film international
- Mark Hamill remet l'Oscar de la meilleure chanson originale
- Whoopi Goldberg et Oprah Winfrey rendent hommage à Quincy Jones
- Cillian Murphy remet l'Oscar du meilleur acteur
- Quentin Tarantino remet l'Oscar du meilleur réalisateur
- Emma Stone remet l'Oscar de la meilleure actrice
- Billy Crystal et Meg Ryan remettent l'Oscar du meilleur film

### Interprètes
- Cynthia Erivo et Ariana Grande interprètent Over the Rainbow, Home, et Defying Gravity de Wicked
- Doja Cat, Lisa et Raye interprètent Live and Let Die, Diamonds Are Forever et Skyfall, précédées d'un numéro de danse par Margaret Qualley, durant l'hommage James Bond
- La Los Angeles Master Chorale interprète Lacrimosa du Requiem de Mozart durant le segment In Memoriam
- Queen Latifah interprète Ease on Down the Road durant l'hommage de Quincy Jones

## Palmarès

### Meilleur film
- Anora – Sean Baker, Alex Coco et Samantha Quan
  - The Brutalist – Nick Gordon, D. J. Gugenheim, Andrew Lauren, Trevor Matthews et Brian Young
  - Conclave – Tessa Ross, Juliette Howell et Michael A. Jackman
  - Dune, deuxième partie – Cale Boyter, Tanya Lapointe, Mary Parent et Denis Villeneuve
  - Emilia Pérez – Pascal Caucheteux et Jacques Audiard
  - Je suis toujours là (Ainda estou aqui) – Maria Carlota Bruno et Rodrigo Teixeira
  - Nickel Boys – Dede Gardner, Jeremy Kleiner et Joslyn Barnes
  - Un parfait inconnu (A Complete Unknown) – Fred Berger, James Mangold et Alex Heineman
  - The Substance – Coralie Fargeat, Tim Bevan et Eric Fellner
  - Wicked – Marc Platt

### Meilleur réalisateur
- Sean Baker – Anora
  - Jacques Audiard – Emilia Pérez
  - Brady Corbet – The Brutalist
  - Coralie Fargeat – The Substance
  - James Mangold – Un parfait inconnu (A Complete Unknown)

### Meilleur acteur
- Adrien Brody pour le rôle de László Toth dans The Brutalist
  - Timothée Chalamet pour le rôle de Bob Dylan dans Un parfait inconnu (A Complete Unknown)
  - Colman Domingo pour le rôle de John « Divine G » Whitfield dans Sing Sing
  - Ralph Fiennes pour le rôle du cardinal Lawrence dans Conclave
  - Sebastian Stan pour le rôle de Donald Trump dans The Apprentice

### Meilleure actrice
- Mikey Madison pour le rôle d'Anora « Ani » Mikheeva dans Anora
  - Cynthia Erivo pour le rôle d'Elphaba Thropp / la Méchante sorcière de l'Ouest dans Wicked
  - Karla Sofía Gascón pour le rôle d'Emilia Pérez dans Emilia Pérez
  - Demi Moore pour le rôle d'Elisabeth Sparkle dans The Substance
  - Fernanda Torres pour le rôle d'Eunice Paiva dans Je suis toujours là (Ainda Estou Aqui)

### Meilleur acteur dans un second rôle
- Kieran Culkin pour le rôle de Benji Kaplan dans A Real Pain
  - Iouri Borissov pour le rôle d’Igor dans Anora
  - Edward Norton pour le rôle de Pete Seeger dans Un parfait inconnu (A Complete Unknown)
  - Guy Pearce pour le rôle de Harrison Lee Van Buren Sr. dans The Brutalist
  - Jeremy Strong pour le rôle de Roy Cohn dans The Apprentice

### Meilleure actrice dans un second rôle
- Zoe Saldaña pour le rôle de Rita Mora Castro dans Emilia Pérez
  - Monica Barbaro pour le rôle de Joan Baez dans Un parfait inconnu (A Complete Unknown)
  - Ariana Grande pour le rôle de Galinda Upland / Glinda dans Wicked
  - Felicity Jones pour le rôle d'Erzsébet Tóth dans The Brutalist
  - Isabella Rossellini pour le rôle de Sœur Agnès dans Conclave

### Meilleur scénario original
- Anora – Sean Baker
  - The Brutalist – Brady Corbet et Mona Fastvold
  - A Real Pain – Jesse Eisenberg
  - 5 septembre (September 5) – Tim Fehlbaum, Moritz Binder et Alex David
  - The Substance – Coralie Fargeat

### Meilleur scénario adapté
- Conclave – Peter Straughan, adapté du roman Conclave de Robert Harris
  - Emilia Pérez – Jacques Audiard, fondé sur un personnage du roman Écoute (en) de Boris Razon
  - Un parfait inconnu (A Complete Unknown) – James Mangold et Jay Cocks, adapté du livre Dylan Goes Electric! d'Elijah Wald
  - Sing Sing – Greg Kwedar et Clint Bentley, adapté du livre The Sing Sing Follies de John H. Richardson
  - Nickel Boys – RaMell Ross et Joslyn Barnes, adapté du roman Nickel Boys de Colson Whitehead

### Meilleurs décors
- Wicked – Nathan Crowley et Lee Sandales (en)
  - The Brutalist – Judy Becker (en) et Patricia Cuccia
  - Conclave – Suzie Davies et Cynthia Sleiter
  - Dune, deuxième partie – Patrice Vermette et Shane Vieau (en)
  - Nosferatu – Craig Lathrop et Beatrice Brentnerová

### Meilleurs costumes
- Wicked – Paul Tazewell
  - Un parfait inconnu (A Complete Unknown) – Arianne Phillips
  - Conclave – Lisy Christl
  - Gladiator II – Janty Yates et Dave Crossman
  - Nosferatu – Linda Muir

### Meilleurs maquillages et coiffures
- The Substance – Pierre-Oliver Persin, Stéphanie Guillon et Marilyne Scarselli
  - A Different Man – Mike Marino, David Presto et Crystal Jurado
  - Emilia Pérez – Julia Floch Carbonel, Emmanuel Janvier et Jean-Christophe Spadaccini
  - Nosferatu – David White, Traci Loader et Suzanne Stokes-Munton
  - Wicked – Frances Hannon, Laura Blount et Sarah Nuth

### Meilleure photographie
- The Brutalist – Lol Crawley
  - Dune, deuxième partie – Greig Fraser
  - Emilia Pérez – Paul Guilhaume
  - Maria – Ed Lachman
  - Nosferatu – Jarin Blaschke

### Meilleur montage
- Anora – Sean Baker
  - The Brutalist – David Jancso
  - Conclave – Nick Emerson
  - Emilia Pérez – Juliette Welfling
  - Wicked – Myron Kerstein

### Meilleur son
- Dune, deuxième partie – Gareth John, Richard King, Ron Bartlett (en) et Doug Hemphill
  - Un parfait inconnu (A Complete Unknown) – Tod A. Maitland (en), Donald Sylvester (en), Ted Caplan, Paul Massey (en) et David Giammarco (en)
  - Emilia Pérez – Erwan Kerzanet, Aymeric Devoldère, Maxence Dussère, Cyril Holtz et Niels Barletta
  - Wicked – Simon Hayes, Nancy Nugent Title, Jack Dolman, Andy Nelson et John Marquis
  - Le Robot sauvage (The Wild Robot) – Randy Thom, Brian Chumney (en), Gary A. Rizzo et Leff Lefferts

### Meilleurs effets visuels
- Dune, deuxième partie – Paul Lambert, Stephen James, Rhys Salcombe et Gerd Nefzer
  - Alien: Romulus – Eric Barba, Nelson Sepulveda-Fauser, Daniel Macarin et Shane Mahan
  - Better Man – Luke Millar, David Clayton, Keith Herft et Peter Stubbs
  - La Planète des singes : Le Nouveau Royaume (Kingdom of the Planet of the Apes) – Erik Winquist, Stephen Unterfranz, Paul Story et Rodney Burke
  - Wicked – Pablo Helman, Jonathan Fawkner, David Shirk et Paul Corbould

### Meilleure chanson originale
- El Mal dans Emilia Pérez – Musique de Clément Ducol et Camille, paroles de Clément Ducol, Camille et Jacques Audiard
  - The Journey dans Messagères de guerre (The Six Triple Eight) – Musique et paroles de Diane Warren
  - Like A Bird dans Sing Sing – Musique et paroles d’Abraham Alexander (en) et Adrian Quesada (en)
  - Mi Camino dans Emilia Pérez – Musique et paroles de Camille et Clément Ducol
  - Never Too Late dans Elton John: Never Too Late (en) – Musique et paroles d’Elton John, Brandi Carlile, Andrew Watt et Bernie Taupin

### Meilleure musique de film
- The Brutalist – Daniel Blumberg
  - Conclave – Volker Bertelmann
  - Emilia Pérez – Clément Ducol et Camille
  - Wicked – John Powell et Stephen Schwartz
  - Le Robot sauvage (The Wild Robot) – Kris Bowers (en)

### Meilleur film international
- Je suis toujours là de Walter Salles –  Brésil
  - Emilia Pérez de Jacques Audiard –  France
  - Flow de Gints Zilbalodis –  Lettonie
  - Les Graines du figuier sauvage de Mohammad Rasoulof –  Allemagne
  - La Jeune Femme à l'aiguille de Magnus von Horn –  Danemark

### Meilleur film d'animation
- Flow – Gints Zilbalodis et Matīss Kaža
  - Mémoires d'un escargot (Memoir of a Snail) – Adam Elliot et Liz Kearney
  - Le Robot sauvage (The Wild Robot) – Chris Sanders et Jeff Hermann
  - Vice-versa 2 (Inside Out 2) – Kelsey Mann (en) et Mark Nielsen
  - Wallace et Gromit : La Palme de la vengeance (Wallace & Gromit: Vengeance Most Fowl) – Nick Park, Merlin Crossingham et Richard Beek

### Meilleur film documentaire
- No Other Land – Basel Adra, Rachel Szor, Hamdan Ballal, et Yuval Abraham
  - Black Box Diaries – Shiori Itō, Eric Nyari et Hanna Aqvilin
  - Porcelain War – Brendan Bellomo (en), Slava Leontyev (en), Aniela Sidorska et Paula DuPré Pesmen
  - Bande-son pour un coup d'État (Soundtrack to a Coup d'Etat) – Johan Grimonprez, Daan Milius et Rémi Grellety
  - Sugarcane : Les Ombres d'un pensionnat (Sugarcane) – nominés à déterminer

### Meilleur court métrage documentaire
- The Only Girl in the Orchestra – Molly O'Brien et Lisa Remington
  - Death by Numbers (en) – Kim A. Snyder (en) et Janique L. Robillard
  - I Am Ready, Warden (en) – Smriti Mundhra (en) et Maya Gnyp (en)
  - Incident (en) – Bill Morrison et Jamie Kalven
  - Instruments of a Beating Heart (en) – Ema Ryan Yamazaki (en) et Eric Nyari

### Meilleur court métrage
- I'm Not a Robot – Victoria Warmerdam et Trent
  - A Lien – Sam Cutler-Kreutz et David Cutler-Kreutz
  - Anuja (en) – Adam J. Graves et Suchitra Mattai (en)
  - The Last Ranger – Cindy Lee et Darwin Shaw
  - L'Homme qui ne se taisait pas (Čovjek koji nije mogao šutjeti) – Nebojša Slijepčević et Danijel Pek

### Meilleur court métrage d'animation
- In the Shadow of the Cypress – Shirin Sohani et Hossein Molayemi
  - Beautiful Men – Nicolas Keppens et Brecht Van Elslande
  - Magic Candies (en) – Daisuke Nishio et Takashi Washio
  - Wander to Wonder (en) – Nina Gantz et Stienette Bosklopper
  - Beurk ! – Loïc Espuche et Juliette Marquet

## In memoriam
- Maggie Smith
- Gena Rowlands
- Dabney Coleman
- Lourdes Portillo
- Dick Pope
- Phyllis Dalton
- David Seidler
- Roger Corman
- Jeff Baena
- Dianne Crittenden
- Bob Newhart
- Kris Kristofferson
- Marshall Brickman
- Robert Laemmle
- M. Emmet Walsh
- K. C. Fox
- Anthea Sylbert
- Josh Welsh
- John F. Burnett
- Fred Roos
- Jeannie Epper
- Christopher Newman
- Nancy St. John
- Paula Weinstein
- Barbie Hsu
- Teri Garr
- Cheng Pei-pei
- John Amos
- Kim Sae-ron
- Robert Towne
- Bill Cobbs
- Lisa Westcott
- Barry Michael Cooper
- Leonard Engelman
- Bud S. Smith
- Lynda Obst
- Adam Somner
- Roger Pratt
- Charles Shyer
- Joan Plowright
- Anouk Aimée
- Donald Sutherland
- Leo Chaloukian
- Albert S. Ruddy
- Art Evans
- Colin Chilvers
- Jim Tauber
- Richard M. Sherman
- Jan A. P. Kaczmarek
- Louis Gossett Jr.
- Tim McGovern
- Ray Chan
- Will Jennings
- Jon Landau
- Fumi Kitahara
- Shelley Duvall
- David Lynch
- James Earl Jones
- Gene Hackman
- Quincy Jones

Le segment est critiqué pour avoir omis plusieurs personnalités importantes, notamment Jim Abrahams, Alain Delon, Bertrand Blier, Bernard Hill, Michelle Trachtenberg, Tony Todd, Olivia Hussey, Linda Lavin, Martin Mull, et Shannen Doherty,,. Anouk Aimée est la seule personnalité française honorée.

## Governors Awards
L'Académie a tenu sa 15e cérémonie annuelle des Governors Awards le 17 novembre 2024, au cours de laquelle les prix suivants ont été décernés :
- Oscars d'honneur
  - Quincy Jones — « Une figure de proue avec une carrière musicale illustre qui s’étend sur sept décennies. » (à titre posthume)
  - Juliet Taylor (en) — « Une directrice de casting prolifique qui est à l’origine de certains des castings les plus acclamés de l'histoire du cinéma. »

- Irving G. Thalberg Memorial Awards
  - Barbara Broccoli et Michael G. Wilson — Pour « leur contribution au paysage théâtral de l'industrie. »

- Prix humanitaire Jean Hersholt
  - Richard Curtis — « Un brillant conteur comique [avec] d'énormes efforts caritatifs. »

## Statistiques

### Nominations multiples
- 13 : Emilia Pérez
- 10 : The Brutalist ; Wicked
- 8 : Conclave ; Un parfait inconnu
- 6 : Anora
- 5 : The Substance ; Dune, deuxième partie
- 4 : Nosferatu
- 3 : Je suis toujours là ; Sing Sing ; Le Robot sauvage
- 2 : The Apprentice ; Nickel Boys ; A Real Pain ; Flow

### Récompenses multiples
- 5 / 6 : Anora
- 3 / 10 : The Brutalist
- 2 / 13 : Emilia Pérez
- 2 / 10 : Wicked
- 2 / 5 : Dune, deuxième partie

### Les grands perdants
- 1 / 8 : Conclave
- 1 / 5 : The Substance
- 1 / 3 : Je suis toujours là
- 1 / 2 : A Real Pain
- 1 / 2 : Flow
- 0 / 8 : Un parfait inconnu
- 0 / 4 : Nosferatu
- 0 / 3 : Sing Sing
- 0 / 3 : Le Robot sauvage

## Audiences
Diffusée sur ABC, la cérémonie a réuni 18,1 millions de téléspectateurs américains.